# Chiến tranh Liên Xô – Phần Lan
Chiến tranh Mùa đông (tiếng Phần Lan: talvisota, tiếng Thụy Điển: vinterkriget, tiếng Nga: Зи́мняя война́, chuyển tự: Zimnyaya voyna) hay Chiến tranh Liên Xô-Phần Lan 1939-1940 là cuộc chiến giữa Liên Xô và Phần Lan do tranh chấp lãnh thổ tại vùng Karelia. Nó diễn ra vào thời kỳ đầu của Chiến tranh thế giới thứ hai, khi quân đội Đức đã tràn vào Áo, Tiệp Khắc, và sau đó là Ba Lan.
Cuộc chiến tranh ngắn nhưng khốc liệt này diễn ra vào một trong những mùa đông khắc nghiệt nhất thế kỷ 20, có thời điểm binh lính hai bên đã phải chiến đấu trong nhiệt độ tụt xuống mức −43 °C (−45 °F). Ngày 5 tháng 10 năm 1939, Stalin đề nghị Phần Lan trao đổi một phần lãnh thổ của nước này với Liên Xô do lo ngại Phần Lan sẽ đứng cùng phe với Đức Quốc xã (đặc biệt là khi cố đô Leningrad chỉ cách biên giới Phần Lan thời đó 32 km). Chính phủ Phần Lan đã từ chối những yêu cầu này, dẫn tới việc Stalin huy động Hồng quân tấn công vào lãnh thổ Phần Lan. Một số sử gia cho rằng Liên Xô có ý định chiếm đóng hoàn toàn Phần Lan và dựng lên một chính quyền thân Liên Xô ở đây , trong khi một số khác lại bác bỏ quan điểm này, người Nga thì cho rằng cuộc chiến là một nỗ lực của Liên Xô nhằm khôi phục chủ quyền lãnh thổ, khi nước Nga Xô viết đang rối loạn vì nội chiến nên đã phải cắt nhượng những vùng lãnh thổ đáng kể cho Phần Lan vào năm 1920.
Quân Phần Lan đã chiến đấu tốt và gây cho Hồng quân một vài thất bại, giúp động viên tinh thần người Phần Lan. Nhưng sau 100 ngày quyết chiến, họ thất trận và phải nhượng lại một phần của Tây Karelia cho Liên bang Xô viết. Đây cũng được xem là một chiến thắng đắt giá của Liên Xô, bất chấp sự xem nhẹ ban đầu của nhà lãnh đạo tối cao Iosif Vissarionovich Stalin và Nguyên soái Kliment Yefremovich Voroshilov đối với quân Phần Lan. Những sai lầm chiến thuật của Hồng quân, cũng như chiến thuật tốt của quân Phần Lan đã khiến cho họ cầm cự được lâu hơn hẳn dự kiến của Liên Xô, do đó đây được xem là một thắng lợi tinh thần của họ. Vị thế quốc tế của Phần Lan được gia tăng, trong khi Liên Xô, với tổn thất lớn, thì ngược lại. Nhưng dù sao, Liên Xô đã có thể thu hồi lại được khu vực chiến lược Karelia nhằm củng cố phòng thủ đất nước trước cuộc chiến sắp nổ ra với Đức Quốc xã.

## Bối cảnh

Lãnh thổ Đại Công quốc Phần Lan năm 1914 (khi còn là nước tự trị trong đế quốc Nga) bao gồm cả vùng Karelia

Từ năm 1150, các vị vua Thụy Điển theo Thiên Chúa giáo đã bắt đầu chinh phạt lãnh thổ Phần Lan với lý do thập tự chinh chống những người bản địa "vô thần", tới năm 1634 thì Thụy Điển chiếm toàn bộ Phần Lan. Cho tới đầu thế kỷ 19, Phần Lan là một phần phía đông của Vương quốc Thụy Điển. Sau Đại chiến Bắc Âu, vùng đất Tây Karelia được Thụy Điển nhượng lại cho Nga trong Hiệp ước Nystad năm 1721, Tây Karelia chính thức thuộc chủ quyền của Nga kể từ đó.
Sau hiệp định Tilsit năm 1807, trong giai đoạn các cuộc chiến tranh của Napoléon, các nước châu Âu gây chiến hỗn loạn với nhau trong các liên minh quân sự ngắn ngủi, có thời điểm Nga là đồng minh của Pháp, và buộc Thụy Điển theo hệ thống lục địa cô lập Vương quốc Anh nếu muốn có quan hệ yên bình với Nga, nhưng Thụy Điển không đồng ý vì là đồng minh của Anh. Tháng 2 năm 1808, quân đội đế quốc Nga tấn công Thụy Điển. Chiến tranh kéo dài tới tháng 9 năm 1809 khi Hiệp ước Fredrikshamn được ký kết. Thụy Điển thua nhiều trận, đã phải cắt nhượng Đại công quốc Phần Lan cho Nga và trở thành một lãnh thổ do Sa hoàng cai quản. Tại Hội nghị bốn Đẳng cấp của xứ Phần Lan nhóm họp tại Nghị viện Porvoo vào ngày 29 tháng 3 năm 1809, các đại biểu Phần Lan cam kết bày tỏ lòng trung thành với đế quốc Nga để đổi lấy sự đảm bảo về luật pháp và quyền tự do cũng như tôn giáo sẽ được giữ nguyên vẹn. Phần Lan trở thành một nước tự trị trực thuộc đế quốc Nga. Để ban thưởng cho lời thề trung thành của quý tộc Phần Lan, Sa hoàng Nga quyết định trao vùng Tây Karelia vào lãnh thổ Đại công quốc này.
Sau Cách mạng tháng Mười (1917), đế quốc Nga và chế độ Nga hoàng sụp đổ. Ngày 6 tháng 12 năm 1917, Phần Lan chính thức tuyên bố độc lập, trở thành một nước cộng hòa. Đầu năm 1918, 3 tuần sau khi Phần Lan tuyên bố độc lập, Lenin và nhà nước Công nông của Nga đã tuyên bố công nhận nền độc lập của Phần Lan. Nhưng nước Phần Lan mới thành lập lại bị chia rẽ trong nội bộ. Từ ngày 27 tháng 1 đến 15 tháng 5 năm 1918 đã diễn ra cuộc Nội chiến Phần Lan giữa phe Bạch Vệ Phần Lan (được Đế quốc Đức hỗ trợ) với Cộng hòa Công nhân Xã hội chủ nghĩa Phần Lan (được nước Nga Xô viết hỗ trợ). Sau cùng, phe Bạch Vệ chiến thắng và hàng chục ngàn người trong Đảng Xã hội Dân chủ Phần Lan trở thành nạn nhân của cuộc khủng bố trắng. Những người còn lại phải ẩn trốn, chuyển sang hoạt động bí mật hay rời khỏi đất nước. Vài tháng sau đó, bộ phận những người rời khỏi đất nước đã thành lập Đảng Cộng sản Phần Lan trong vùng tị nạn tại Moskva.
Theo đà thắng lợi về quân sự cũng như tranh thủ việc nước Nga đang lâm vào nội chiến hỗn loạn, quân Phần Lan đã tấn công vùng Đông Karelia thuộc Nga vào năm 1920 nhằm sáp nhập vùng đất này vào lãnh thổ Phần Lan theo kế hoạch "Đại Phần Lan". Nước Nga Xô viết đang phải lo đối phó với Bạch Vệ và quân đội của 14 nước phương Tây can thiệp quân sự nên không có đủ lực lượng để chống lại cuộc tấn công của Phần Lan. Năm 1920, 2 nước đã ký kết Hiệp ước Tartu, theo đó quân đội Phần Lan đồng ý rút khỏi vùng Repola và Porajärvi (thuộc Đông Karelia) đổi lấy việc Liên Xô sẽ phải cắt lãnh thổ tại cảng Petsamo cho Phần Lan. 

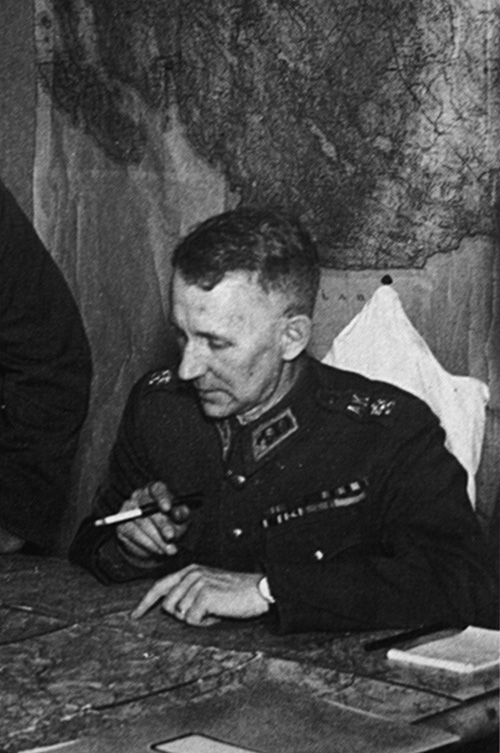
Trung tướng Phần Lan Öhquist-Harald

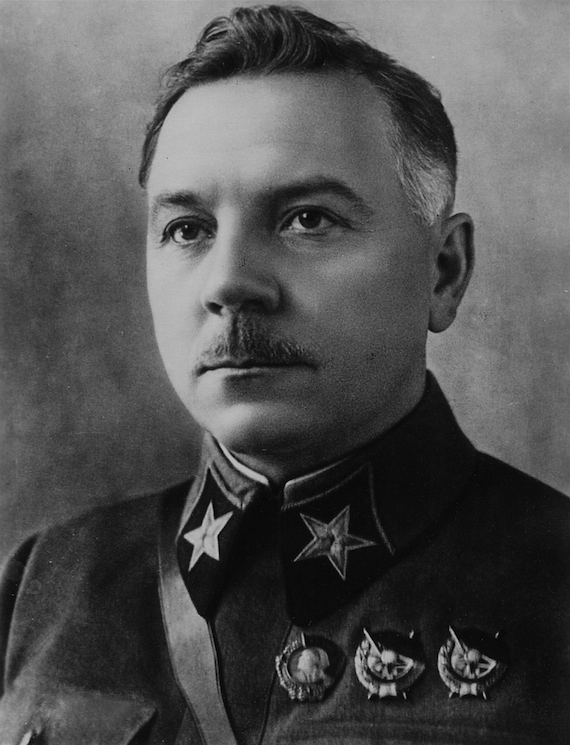
Bộ trưởng Quốc phòng Liên Xô, Nguyên soái Voroshilov

Từ thập niên 1930, Phần Lan đã từ chối tham gia bất kỳ một tổ chức quốc tế nào nhằm bảo đảm cho sự trung lập của mình. Tuy nhiên, quan hệ giữa Liên Xô và Phần Lan vẫn căng thẳng. Phần Lan trợ giúp các phần tử đòi ly khai ở Đông Karelia, trong khi Liên Xô hậu thuẫn cho những người cộng sản Phần Lan có ý định làm cách mạng lật đổ chính phủ tư sản Phần Lan.
Nguyên nhân chiến tranh do Liên Xô muốn trao đổi phần đất Karelia gần Leningrad nhằm bảo vệ thành phố này với phần đất khác với Phần Lan nhưng Phần Lan từ chối đề nghị. Karelia được chia làm 2 phần thành lãnh thổ, phần Đông Karelia thuộc Nga kể từ hiệp ước Stolbov năm 1617 và phần Tây Karelia mà Phần Lan đánh chiếm được vào năm 1921 (được Sa hoàng cho sáp nhập vào Đại công quốc Phần Lan kể từ khi Phần Lan vẫn còn thuộc Đế quốc Nga).
Năm 1938-1939, Đức Quốc xã xâm chiếm Tiệp Khắc và Ba Lan, nguy cơ chiến tranh giữa Đức và Liên Xô đã cận kề. Mặt khác, mối liên hệ mật thiết giữa chính phủ Phần Lan với Đế quốc Đức trong cuộc chiến 20 năm trước khiến lãnh đạo Liên Xô lo ngại Phần Lan sẽ trở thành đồng minh của Đức để tấn công họ. Để đảm bảo an ninh vùng biên giới phía bắc (đặc biệt là thành phố Leningrad) và tìm đường thông ra biển, Liên Xô đã đặt ra các đề nghị đối với Phần Lan như sau:
- Biên giới Phần Lan trên eo biển Karel phải lui về phía sau khoảng 100 km để đưa Leningrad ra khỏi tầm đại bác của đối phương (Đức và Phần Lan) bởi thành phố này chỉ cách biên giới 2 nước khoảng 20–30 km. Phần Lan nhượng lại một số đảo nhỏ ở sát Liên Xô trên Vịnh Phần Lan (Liên Xô e ngại rằng Đức sẽ đặt đại bác trên các đảo này để bắn vào Leningrad). Diện tích đất mà Phần Lan phải cắt đi là 2.000 km2, để đền bù sòng phẳng, Liên Xô sẽ nhượng lại một vùng đất lớn hơn (khoảng 5.000 km2) cho Phần Lan (phần đất này ở xa Leningrad nên ít nguy hiểm với Liên Xô hơn).
- Liên Xô được thuê cảng Petsamo, cảng duy nhất không bị đóng băng của Phần Lan ở biển Bắc Cực và cảng Hango trên đường vào vịnh Phần Lan để Nga dùng làm căn cứ hải quân và không quân. Thời hạn thuê là 30 năm, mỗi năm Liên Xô trả tiền thuê là 8 triệu mác Phần Lan (thực ra cảng Petsamo vốn thuộc chủ quyền của Nga, nhưng bị Phần Lan chiếm vào năm 1920)

Phần Lan chấp nhận hầu hết yêu cầu, nhưng khước từ tất cả những đề nghị cho thuê cảng Hango vì họ cho rằng với việc Liên Xô kiểm soát các vịnh then chốt, an ninh quốc gia của họ sẽ bị đe dọa. Những cuộc đàm phán diễn ra liên tục trong 6 tuần nhưng không đi đến thỏa thuận do không bên nào chịu nhượng bộ.
Đàm phán tan vỡ ngày 13 tháng 11, chính phủ Phần Lan bắt đầu ra lệnh tổng động viên. Ngày 28 tháng 11, Ngoại trưởng Liên Xô Vyacheslav Mikhailovich Molotov đơn phương hủy bỏ hiệp ước bất khả xâm phạm ký giữa Phần Lan và Liên Xô năm 1932 (có giá trị trong 10 năm) và quân Liên Xô tràn vào Phần Lan với lý do "quân Phần Lan bắn đại bác" sang lãnh thổ Liên Xô.
Ngày 1 tháng 12 năm 1939, tại Terijoki, một chính quyền thân Liên Xô với tên gọi là "Cộng hòa Nhân dân Phần Lan" đã được thành lập do Otto Wille Kuusinen, một chính trị gia người Phần Lan lãnh đạo . Kuusinen là đảng viên Đảng Xã hội Dân chủ Phần Lan, do cuộc khủng bố trắng nên phải chạy sang sống lưu vong ở Liên Xô và là thành viên nổi bật của Quốc tế cộng sản. Kuusinen cũng đã trở thành một nhà lãnh đạo tình báo quân sự của Liên Xô và có công lao trong việc thiết lập một mạng lưới tình báo Liên Xô tại các nước Bắc Âu Chính quyền Kuusinen bị phương Tây coi là "con bù nhìn" của Stalin. Tuy nhiên, chiến tranh đã không đi theo kế hoạch và các lãnh đạo Liên Xô đã quyết định đàm phán hòa bình với chính phủ Phần Lan còn Chính phủ Kuusinen đã được lặng lẽ giải tán sau đó.
Ngày 3 tháng 12 năm 1939, Phần Lan đã yêu cầu Hội Quốc Liên ra tuyên bố lên án cuộc tấn công của Liên Xô. Các nước trong Hội Quốc Liên đã đồng ý giúp đỡ Phần Lan trang bị và kinh tế trong cuộc chiến này. Phần Lan khi ấy hoàn toàn đơn độc: Đức Quốc xã không thể hỗ trợ họ do phải tuân theo Hiệp ước Xô-Đức, Thụy Điển và Na Uy thì tuyên bố trung lập trong khi sự hậu thuẫn của Ý và Hungary cũng bị Đức ngăn cản. Họ chỉ được sự giúp đỡ của một nhóm quân tình nguyện nước ngoài, dù trong hơn 100 ngày sau đó họ đã thu hút sự chú ý của toàn thế giới. Anh và Pháp đã lập kế hoạch trợ giúp Phần Lan, nhưng mọi sự đã diễn ra quá nhanh để có thể tổng động viên, trong khi Na Uy và Thụy Điển thì từ chối việc cho quân Anh-Pháp đi ngang qua nước họ để tới Phần Lan.

## Tương quan lực lượng

### Phía Liên Xô
Lực lượng Liên Xô được tổ chức như sau:
Tập đoàn quân số 7 của tướng Vsevolod Yakovlev (sau đó bị thay bằng tướng Kirill Meretskov), bao gồm 2 quân đoàn súng trường (tổng cộng 7 sư đoàn), 2 sư đoàn súng trường độc lập, một quân đoàn xe tăng và 3 lữ đoàn xe tăng, đóng trên eo đất Karelia. Mục tiêu của nó là thành phố Vyborg. Lực lượng này sau đó được chia thành các Tập đoàn quân số 7 và số 13.
Tập đoàn quân số 8 của tướng Ivan Nikitich Khabarov (sau này bị thay bằng tướng Grigory Mikhailovich Shtern, bao gồm hai quân đoàn (tổng cộng sáu sư đoàn bộ binh, một sư đoàn xe tăng, một lữ đoàn không quân oanh tạc), được bố trí ở phía bắc Hồ Ladoga. Nhiệm vụ của nó là thực hiện một cuộc điều động bên sườn quanh bờ phía bắc của Hồ Ladoga để tấn công vào phía sau của Phòng tuyến Mannerheim.
Tập đoàn quân số 9 của tướng Mikhail Pavlovich Dukhanov (sau này bị thay bằng tướng Vasily Ivanovich Chuikov) được bố trí để tấn công vào miền Trung Phần Lan qua khu vực Kainuu. Nó bao gồm ba quân đoàn súng trường và một sư đoàn súng trường độc lập, một sư đoàn xe tăng. Về sau, nó còn được bổ sung bằng một bộ phận nữa. Nhiệm vụ của nó là tấn công về phía tây để cắt đôi Phần Lan.
Tập đoàn quân số 14 của tướng Valerian Aleksandrovich Frolov, bao gồm ba sư đoàn bộ binh, một sư đoàn xe tăng cùng các đơn vị pháo binh và không quân, đóng tại Murmansk. Mục tiêu của nó là chiếm cảng Petsamo ở Bắc Cực và sau đó tiến đến thị trấn Rovaniemi.

### Phía Phần Lan
Các lực lượng Phần Lan được bố trí như sau:
Tập đoàn quân Eo đất bao gồm sáu sư đoàn dưới sự chỉ huy của Hugo Österman. Quân đoàn cơ giới II được bố trí ở cánh phải và Quân đoàn cơ sở III bố trí ở cánh trái.
Tập đoàn quân IV đóng ở phía bắc Hồ Ladoga. Nó bao gồm hai bộ phận do Juho Heiskanen chỉ huy, người sớm được thay thế bởi Woldemar Hägglund.
Cụm Bắc Phần Lan là một tập hợp của Bạch vệ, lính biên phòng và các đơn vị dự bị được soạn thảo do Wiljo Tuompo chỉ huy.

## Diễn biến

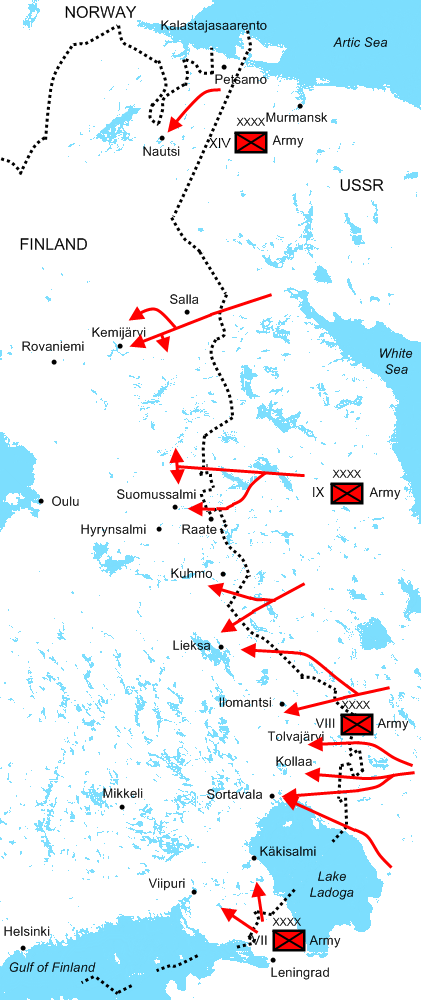
Các cuộc tấn công của bốn đạo quân Liên Xô giai đoạn từ 30-11 đến 22-12-1939 màu đỏ

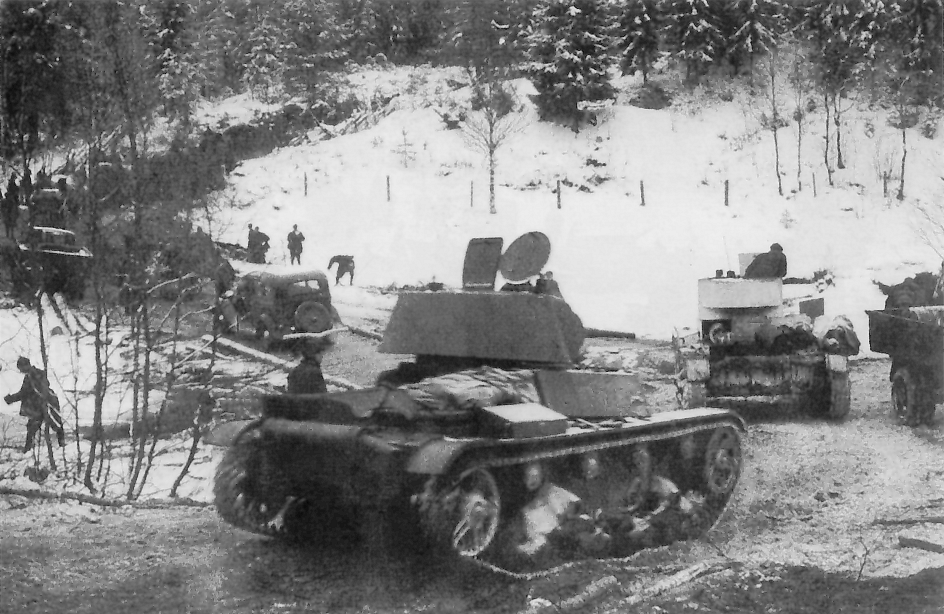
Xe tăng T-26 của Hồng quân Liên Xô ở mặt trận Karelia tháng 12/1939

Ngày 26 tháng 11 năm 1939, quân đội Liên Xô pháo kích làng Mainila, một ngôi làng của người Nga nằm gần biên giới với Phần Lan. Chính quyền Liên Xô đổ lỗi cho Phần Lan về vụ tấn công và sử dụng vụ việc này làm cái cớ để xâm chiếm Phần Lan. Chiến tranh mùa đông chính thức bùng nổ bốn ngày sau đó .
Liên Xô đã huy động số binh lính đông gấp 3 lần số lượng lính của Phần Lan, hơn 30 lần số lượng máy bay, gấp 100 lần số lượng xe tăng.
Hồng quân đã bị thương tổn bởi cuộc thanh lọc chính trị của lãnh tụ Xô Viết Joseph Stalin 1937. Với hơn 30.000 sĩ quan của họ đã bị giam tù, xử bắn hoặc bị cách chức, trong số đó có cả những sĩ quan cao cấp nhất, nhiều sĩ quan cao cấp và trung cấp của Hồng quân 1939 không có nhiều kinh nghiệm. Vì những yếu tố này, quân đội Phần Lan đã có thể chống cự lâu hơn như phía Liên Xô mong đợi. Chỉ huy Liên Xô trong chiến dịch là Nguyên soái Kliment Yefremovich Voroshilov, một người nổi tiếng vì vai trò phụ tá hỗ trợ đắc lực cho Stalin trong hoạt động chính trị hơn là vì thành tích trên chiến trường. Dưới sự chỉ huy của những Sĩ quan cấp cao thiếu kinh nghiệm và dễ hiểu là hay lo lắng, Hồng quân cũng không có sự am hiểu về lãnh thổ Phần Lan và sự phối hợp chiến đấu giữa các đơn vị cũng thiếu hiệu quả. Mặt khác, địa hình gồm toàn rừng rậm xen kẽ với vô số đầm lầy tại khu vực này đã hạn chế đáng kể ưu thế về thiết giáp của Hồng quân trong khi lại cung cấp nhiều nơi trú ẩn cho các đơn vị bộ binh Phần Lan tiến hành phục kích (trong chiến tranh Lapland, Đức Quốc xã cũng gặp những khó khăn tương tự ngay cả khi đã huy động cả xe tăng hạng nặng).
Ngày 30 tháng 11 năm 1939, Hồng quân Liên Xô tấn công tám điểm dọc biên giới dài 1.000 dặm của Phần Lan và dùng không quân oanh tạc thủ đô Helsingfors. Máy bay Liên Xô tràn ngập bầu trời Phần Lan, tiến hành oanh tạc dữ dội nhiều thành phố, thị trấn. Vào lúc 6h sáng cùng ngày, 23 sư đoàn của 4 tập đoàn quân với 425.000 binh lính, cùng 6 sư đoàn thiết giáp với hơn 3.000 xe tăng, được yểm hộ bởi hơn 3.000 máy bay vượt biên giới Phần Lan. Vào thời điểm này, Phần Lan có lực lượng quân đội 337.000 người (trang bị 250.028 khẩu súng, 200 máy bay, vài chục xe tăng và xe thiết giáp), trong đó khoảng 120-130 nghìn quân đang đóng tại khu vực xảy ra chiến sự.
Không quân Liên Xô tấn công Phần Lan chủ yếu là đơn vị ném bom và trinh sát tầm xa ADD (Aviatsiya Dalnego Deystviya), dưới quyền chỉ huy trực tiếp của Bộ tư lệnh tối cao. Ngoài ra còn có các đơn vị không quân khác, tổng số máy bay khoảng 1.500 tới 3.200 chiếc. Không lực Phần Lan lúc đầu chỉ có 36 chiếc tiêm kích Fokker D.XXI, 17 máy bay ném bom Blenheim Mk.I, 31 máy bay bổ nhào Fokker C.X (các loại khác như Gladiator, Fiat G.50, Brewster B 239, Messerschmitt Bf 109... chưa có), tổng cộng là 210 chiếc, nhưng các phi công được đào tạo tốt, nhiều kinh nghiệm. Dù phải sử dụng cóp nhặt đủ loại máy bay và số lượng mỗi loại rất ít, không quân Phần Lan sử dụng chúng rất hiệu quả, với tỷ lệ tiêu diệt đối phương cao.
Ngay ngày đầu tiên của chiến tranh đã có tới 16 thành phố và thị trấn miền Nam Phần Lan bị 200 máy bay Nga ném bom. Trong đó người Nga thực hiện một cuộc ném bom bất ngờ vào thủ đô trong lúc nhiều người dân Phần Lan chưa biết tin gì về chiến tranh đã nổ ra. Theo các nguồn tin của Nga thì 9 chiếc máy bay SB-2 được giao nhiệm vụ tìm kiếm các kỳ hạm "Vainamoinen" và "Ilmarinen" của Phần Lan nhưng không tìm thấy nên chuyển mục tiêu vào dinh tổng thống gần quảng trường trung tâm. Đã có sự nhầm lẫn trong việc tìm mục tiêu và bom rơi xuống trung tâm thành phố, khu vực trạm xe buýt vào lúc 14h50, 2 dặm tính từ dinh tổng thống. 91 người chết, 236 người bị thương hầu hết đều là thường dân. Nhiều nhà cửa bị phá hủy. Mặc dù các máy bay Nga lợi dụng mây để tấn công bất ngờ, vẫn có 3 chiếc bị rơi vì trúng đạn cao xạ của Phần Lan. Mục tiêu chiến lược của Nga là ép chính phủ Phần Lan phải đầu hàng, tiêu diệt nguồn lực chiến tranh và gây hoang mang trong dân chúng. Các phi vụ ném bom chiến lược thực hiện nhằm vào các hải cảng, ga xe lửa nhằm cắt đứt tiếp tế của Phần Lan trong khi các phi vụ chiến thuật nhằm vào các đạo quân trên chiến tuyến cùng các căn cứ không quân.
Các chiến lược gia Hồng quân quá tự tin sau cuộc tấn công Ba Lan nên đã quyết định tấn công bất ngờ vào Phần Lan ngay cuối mùa thu năm 1939 mà không cần chuẩn bị trang bị, khí tài mùa đông cho binh sĩ của mình. Tình báo Liên Xô cho biết Phần Lan chỉ có 120.000 quân phòng thủ cùng 162 máy bay đủ loại, yếu hơn nhiều so với đội quân Liên Xô. Lực lượng Phần Lan thực tế gấp đôi số đó. 

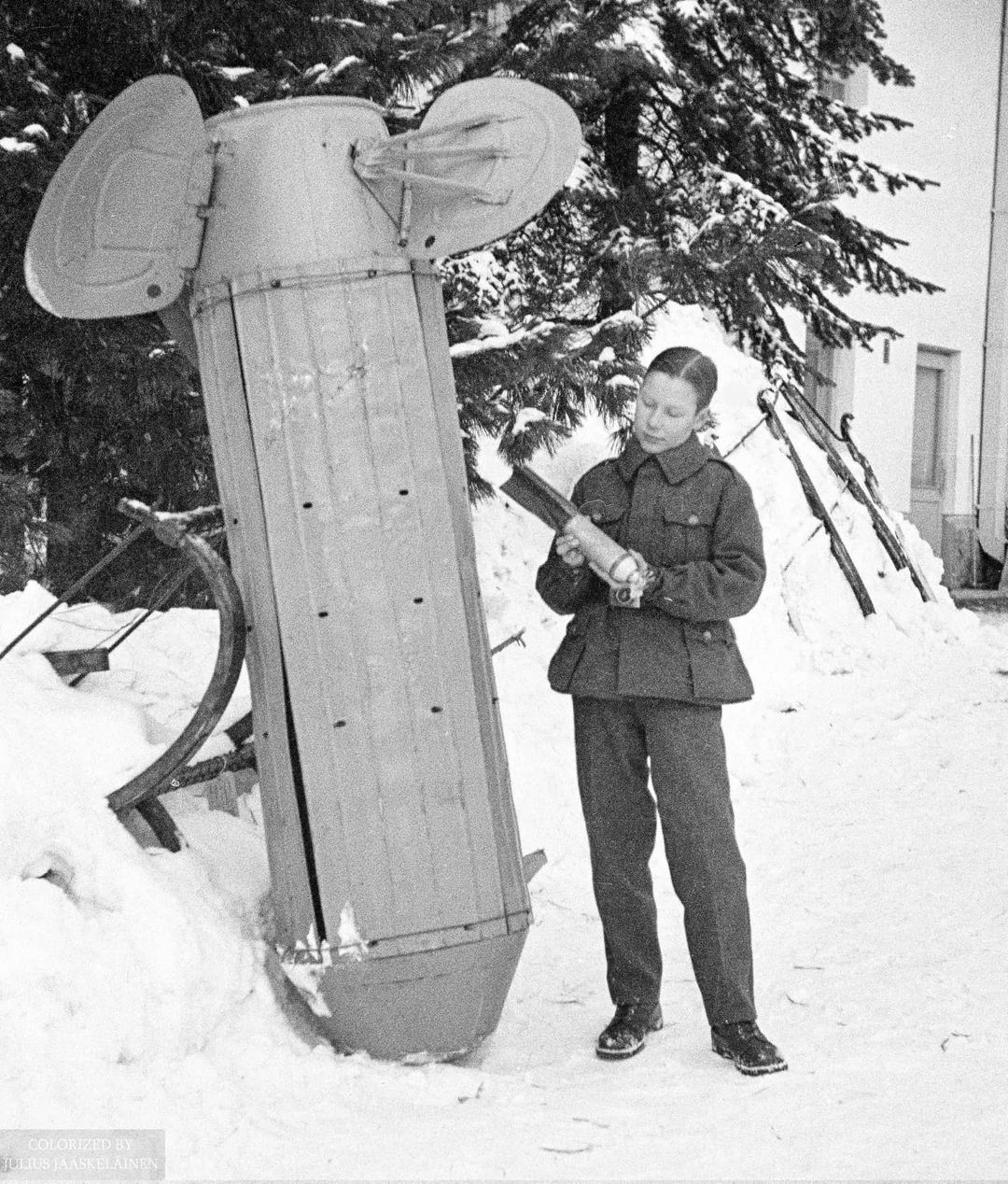
"Thùng bánh mì" mà ngoại trưởng Liên Xô Molotov đã nói tới. Người dân Phần Lan đã gọi nó là Molotovin leipäkori/Thùng bánh mì Molotov. Đây chính là loại bom RRAB-3 do Liên Xô sản xuất

Dù lúc đầu ít có ác cảm với Liên Xô nhưng sau các cuộc ném bom, người Phần Lan hình dung Liên Xô là một đất nước hung bạo, từ đó họ bắt đầu căm ghét và mong muốn được trả thù, đó là một trong những nguyên nhân dẫn tới việc Phần Lan trở thành đồng minh của Đức Quốc xã. Tổng thống Hoa Kỳ Roosevelt gửi thông điệp tới Moskva, khuyến cáo về việc Liên Xô ném bom các thành phố thì Molotov, Bộ trưởng Ngoại giao Liên Xô trả lời rằng "chúng tôi không ném bom và sẽ không bao giờ ném bom thành phố của Phần Lan, mà chỉ ném bom các sân bay, các sân bay này cách Mỹ 8 ngàn km nên người Mỹ không thể phân biệt được". Chính phủ Liên Xô nói rằng các hình chụp nhà cháy, người chết có từ năm 1918.
Stalin do quá chủ quan, khinh thường lực lượng quân đội Phần Lan nên nghĩ rằng Phần Lan sẽ thất bại chóng vánh, trước ưu thế áp đảo về quân sự và vũ khí của Liên Xô. Ông chỉ đặt kế hoạch đánh bại Phần Lan chỉ trong 2 tuần với Lục quân Liên Xô hùng hậu trên nửa triệu lính, khi đó dù Molotov nói gì cũng không còn quan trọng. Người Nga đã lập trước một chính quyền gọi là "Cộng hòa Dân chủ Phần Lan" cũng như tuyên bố mọi hành động quân sự là để giúp chính phủ nói trên. Chính quyền này còn gọi là "Chính phủ Terijoki", theo tên ngôi làng Terijoki, nơi đầu tiên mà Hồng quân chiếm được trong cuộc tấn công. Chính phủ này có trách nhiệm chỉ huy các hoạt động chống "các nhóm vũ trang phản động" tại Hensinki đang đàn áp nhân dân. Sau này người Nga còn dùng nhiều từ khác nhau để chỉ cuộc chiến như: "cuộc chiến không tuyên bố", "chiến dịch Phần Lan", "chiến dịch truy quét Bạch vệ Phần Lan" v.v... Nhưng khi chiến tranh bùng nổ, đa số người dân Phần Lan ủng hộ chính phủ hợp pháp ở Helsinki.

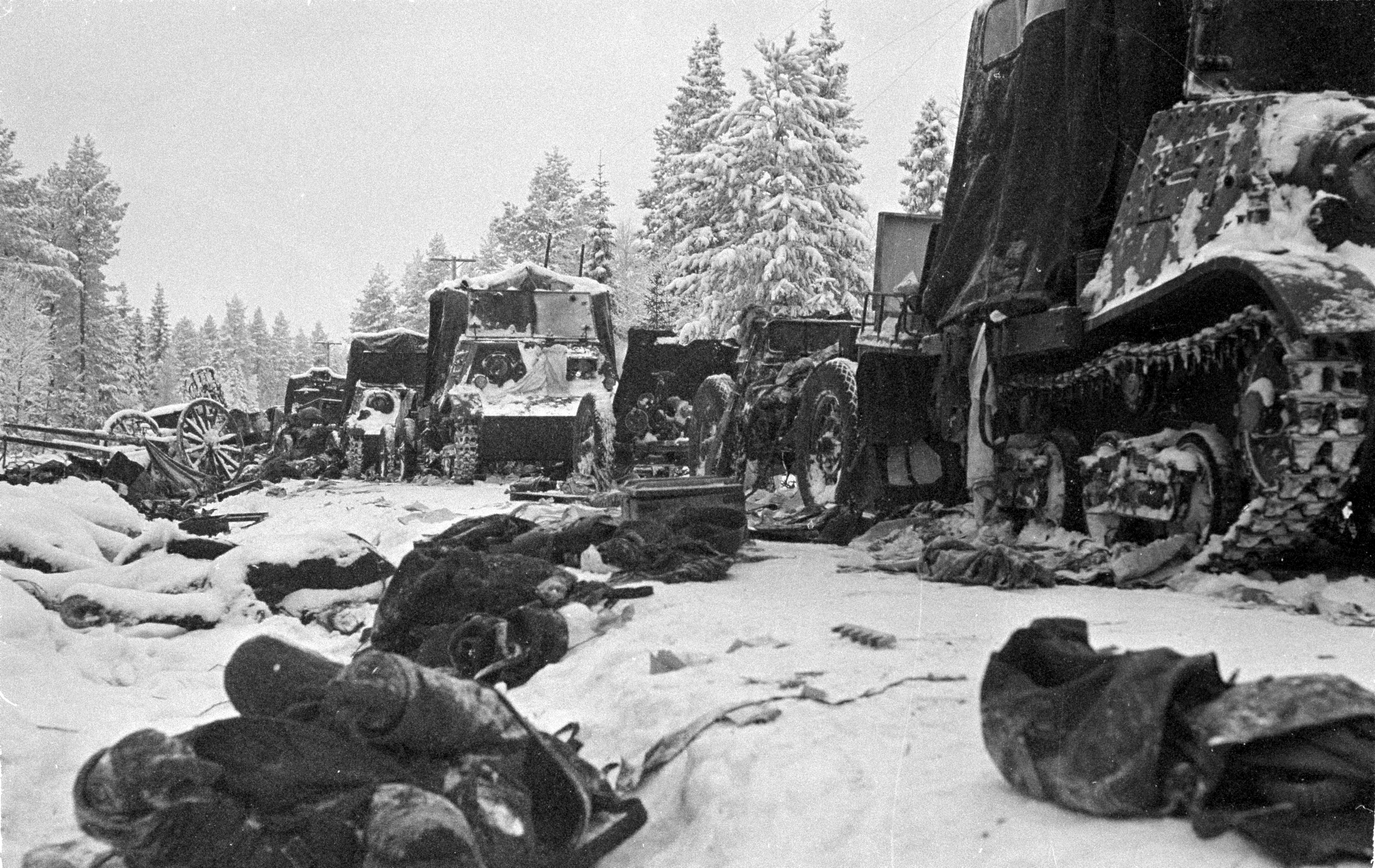
Con đường chết Raate, xe tăng và binh sĩ Liên Xô bị quân Phần Lan phục kích và tiêu diệt

Ban đầu người Nga tấn công chủ yếu vào công trình bố phòng trên biên giới Phần Lan ở eo biển Karel, bao gồm một vùng có công sự phòng ngự rộng khoảng 20 dặm chạy từ Bắc đến Nam. Tuy nhiên xe tăng Liên Xô thường xuyên vấp mìn của quân Phần Lan cài lại nên nhiều chiếc bị phá huỷ, còn binh sĩ Liên Xô bị vướng rào kẽm gai trong phòng tuyến của đối phương nên phơi mình cho các ổ súng máy bố trí khéo léo trong rừng. Quân đội Phần Lan với số lượng ít hơn, khoảng hơn 250.000, dựa vào địa hình quen thuộc và các công sự vững chắc đã chống trả quyết liệt. Họ chủ động rút lui nhử các binh đoàn Xô Viết với vũ khí hạng nặng vào sâu trong lãnh thổ. Khi quân Nga kéo sâu vào 30 dặm, người Phần Lan tổ chức phản công. Bị chặn lại tại các phòng tuyến Phần Lan được xây dựng trong rừng, ngày đêm bị tấn công dữ dội vào sườn, đường giao thông phía sau bị gián đoạn, các binh đoàn Nga phải rút lui về điểm xuất kích với tổn thất lớn.
Mùa đông năm 1939 có nhiệt độ âm 40-50 độ C, lạnh thứ hai kể từ năm 1828. Đây được xem là một trong mùa Đông khắc nghiệt nhất của thế kỷ 20. Không quần áo ấm, nhiên liệu, thuốc men dự trữ và vấp phải sự kháng cự mãnh liệt của quân Phần Lan, binh lính Liên Xô phải chiến đấu trong địa ngục băng giá (frozen hell). Hậu cần quá kém đến nỗi số người chết rét cao gấp nhiều lần số bị đối phương giết. Mặc dù chiến đấu với đội quân gấp 2 lần số bộ binh, 50 lần số xe tăng, 15 lần số máy bay, tinh thần quân Phần Lan vẫn rất cao.
Trong suốt tháng 12, gần 12 sư đoàn Liên Xô đồng loạt tấn công ồ ạt trên toàn phòng tuyến Mannerheim thuộc eo biển Karel nhưng đều thất bại. Từ ngày 7 tháng 12 năm 1939 đến ngày 8 tháng 1 năm 1940, khoảng 45.000-50.000 quân Liên Xô có xe tăng yểm trợ tấn công mạnh 11.000 quân Phần Lan ở Suomussalmi, kết quả là khoảng 13.000 lính Hồng quân bị thương vong và 2.100 bị bắt làm tù binh để đổi lấy 2.000 thương vong về phía quân Phần Lan. Đặc biệt là trong khoảng từ 4 tháng 1 đến 7 tháng 1 năm 1940, 6.000 quân Phần Lan phục kích một lực lượng Xô viết khoảng 25.000 quân trong một trận lớn trên đường Raate, quân Phần Lan có 402 người chết để đổi lấy 7.000-9.000 quân Xô viết chết hoặc mất tích và 1.300 tù binh. 2 sư đoàn 163 và 44 Bộ binh Liên Xô bị kẹt trong đầm lầy nên bị chết rét dần dần, trong số 44.000 quân thì đã tử trận, chết cóng, bị thương hoặc bị ốm mất hơn 30.000, bị mất 86 xe tăng còn phía Phần Lan tịch thu làm chiến lợi phẩm 69 xe T-26 và 10 xe cơ giới các loại. Tàn quân Liên Xô rút chạy về hậu cứ.

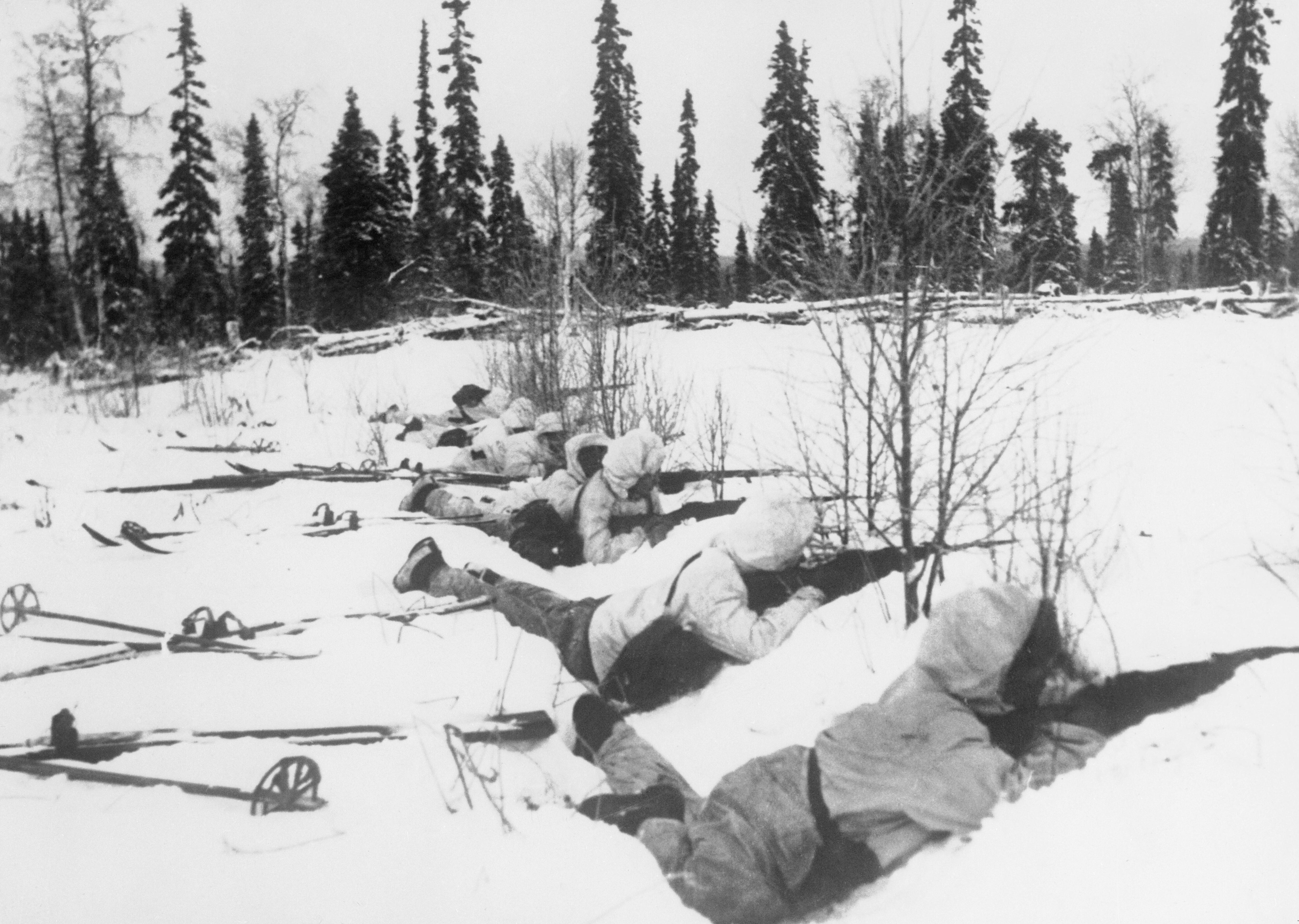
Lính trượt tuyết Phần Lan tại mặt trận phía bắc ngày 12-1-1940

Thống kê trong các chiến dịch này Phần Lan đã tịch thu 288 xe tăng và 35 xe cơ giới các loại của Liên Xô bao gồm T-26, BT-5 và BT-7. 167 chiếc đã được trang bị lại cho các đội xe tăng lúc này còn nhỏ bé của Phần Lan.
Hồng quân rất lúng túng bởi nhiều vấn đề chưa lường hết: quân phục lính liên Xô có màu sẫm khiến họ dễ bị lộ trên tuyết, vấn đề liên lạc, vấn đề di chuyển trên các vùng đầm lầy Phần Lan, vấn đề lương thực, nhiên liệu và sưởi ấm trong nhiệt độ âm 40 độ C cho một đội quân nửa triệu... Tại eo đất Karelia, các đơn vị Nga gặp bão tuyết và bị kẹt trong các công sự bằng gỗ, nhiều người bị chết cóng. Các đoàn xe vận tải, xe tăng lao phải đầm lầy, mắc kẹt giữa sông băng cho tới tận mùa xuân mới chìm xuống đáy. Hàng đoàn xe bị bỏ giữa những con đường xuyên rừng. Phần Lan chiếm được 85 xe tăng, 437 xe tải, 36 xe kéo, 10 xe gắn máy, 1.620 ngựa, 92 pháo, 78 súng chống tăng, 13 pháo cao xạ và hàng ngàn súng trường, súng máy, nhiều kho đạn dược.

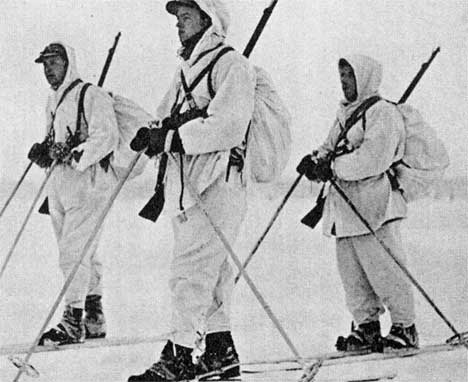
Quân tình nguyện người Na Uy chiến đấu cùng Phần Lan năm 1940

Trong cuộc chiến này, quân đội Phần Lan đã sáng chế ra một loại vũ khí đặc biệt là Cocktail Molotov (hàm ý chế giễu Molotov-Ngoại trưởng Liên Xô lúc đó) hay còn gọi là chai xăng để chống lại những xe tăng hạng nhẹ, xoay trở chậm chạp, vỏ thép mỏng của Liên Xô đạt hiệu quả rất cao cũng như việc các binh sĩ Phần Lan mặc áo khoác trắng nguỵ trang trong tuyết để phục kích quân địch. Những kinh nghiệm này về sau đã được Liên Xô học lại trong Chiến tranh Xô-Đức dù Cocktail Molotov vì nhiều lý do đã không đạt hiệu suất tiêu diệt xe tăng Đức cao như những gì người Phần Lan đã làm với Liên Xô (do xe tăng Liên Xô tham chiến hầu hết là tăng hạng nhẹ T-26 dễ bị phá hủy, trong khi xe tăng Đức chủ yếu là xe tăng hạng trung hoặc hạng nặng). Khi kết thúc cuộc chiến Hồng quân Liên Xô bị thiệt hại 2.268 xe tăng, tương đương 9,2% số xe tăng Liên Xô có được năm 1939.
Cuộc tấn công trên bộ của 6 sư đoàn Hồng quân, được yểm hộ bởi 440 khẩu đại bác cỡ lớn (bắn 300.000 quả đạn trên phòng tuyến chỉ dài 1,6 km), cùng với 500 máy bay và hàng trăm xe tăng tại Hatjalahti và hồ Muolaa đã bị bẻ gãy. Hồng quân thiệt hại nặng, nhưng Stalin tiếp tục điều thêm 300.000 quân, trong suốt một tháng, các cuộc tấn công tiếp diễn tại hồ Ladoga, tại vịnh Phần Lan.

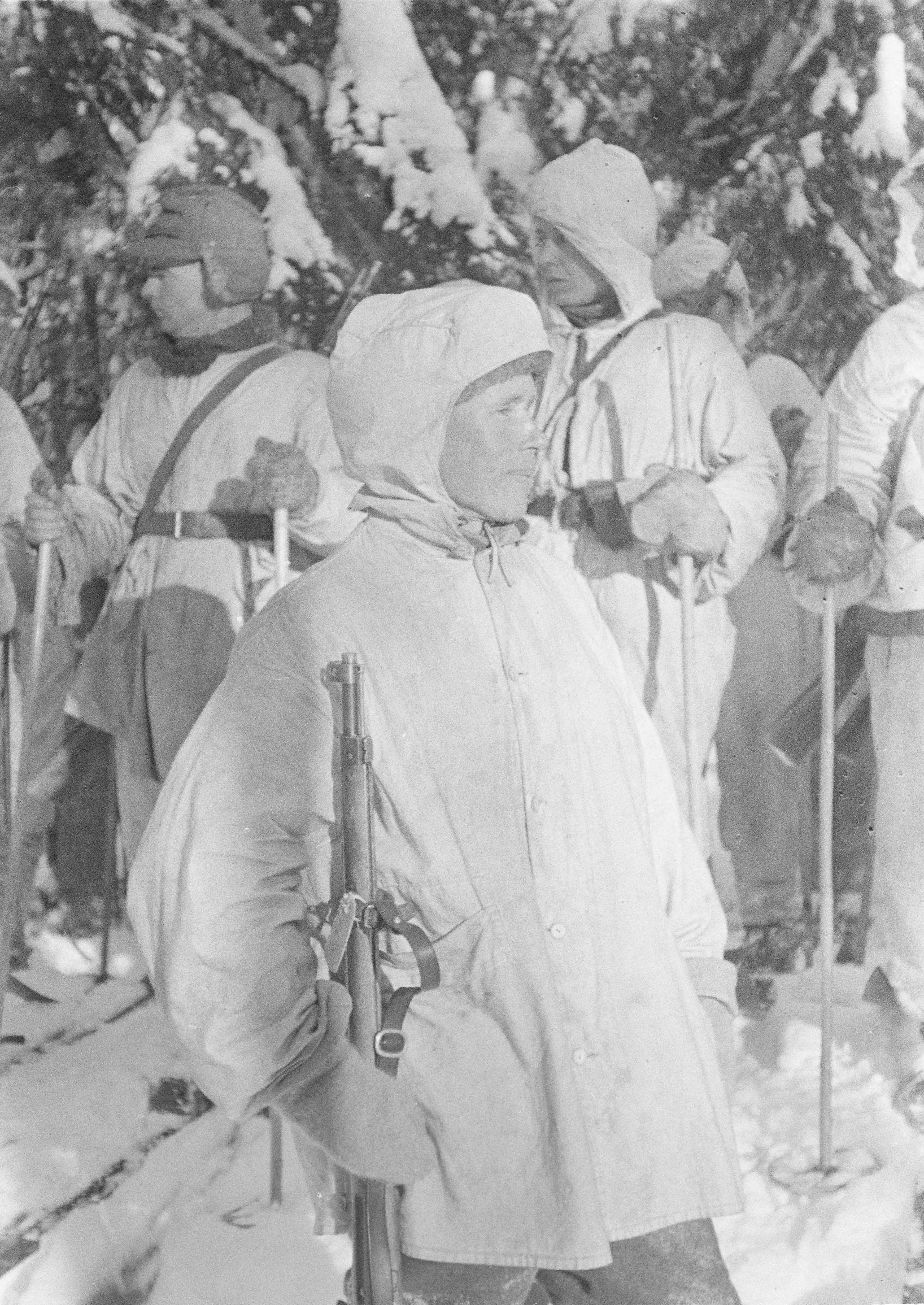
Trung uý Simo Häyhä cùng khẩu súng bắn tỉa M28

Ngoài những trận đánh trực diện, quân Phần Lan còn sử dụng các tay bắn tỉa, mà trong đó nổi tiếng nhất là Simo Hayha (Simo Häyhä), người được quân Nga mệnh danh là Cái chết trắng (tiếng Nga: Белая Смерть, tiếng Anh: White Death, tiếng Phần Lan: Valkoinen kuolema). Sử dụng 1 khẩu súng trường Pystykorva và sau đó được tặng 1 khẩu súng tiểu liên Suomi M-31 SMG, anh được quân đội Phần Lan ghi nhận là đã hạ 505 quân địch trong suốt cuộc chiến (trong đó 259 là bằng súng trường bắn tỉa). Tuy nhiên, 1 tuần trước khi chiến tranh kết thúc, Simo Hayha đã bị một xạ thủ bắn tỉa Liên Xô bắn trọng thương và không thể chiến đấu tiếp được nữa.
Những thắng lợi phòng ngự của quân Phần Lan trong cuộc chiến đã lên dây cót cho tinh thần của binh lính. Trong khi đó, ở hậu phương, người Phần Lan trở nên tự tin rằng họ có khả năng đương đầu với cuộc chiến. Hội Quốc Liên (gồm Anh, Pháp và Mỹ) đã phản đối cuộc tấn công này và với đa số phiếu đã khai trừ Liên Xô ra khỏi tổ chức này..
Tuy đạt được những thắng lợi ấn tượng nhưng Phần Lan không thể sánh lại ưu thế của Liên Xô về người và của. Trong khi chiến tranh làm hao tổn lực lượng Phần Lan không thể bù đắp thì Liên Xô dù thiệt hại nặng nhưng với 170 triệu dân so với 4 triệu của Phần Lan thì thiệt hại nhân mạng là không đáng kể. Ngay cả quân đội Xô viết với 4 triệu người năm 1939 cũng đã đông bằng toàn bộ dân số Phần Lan.

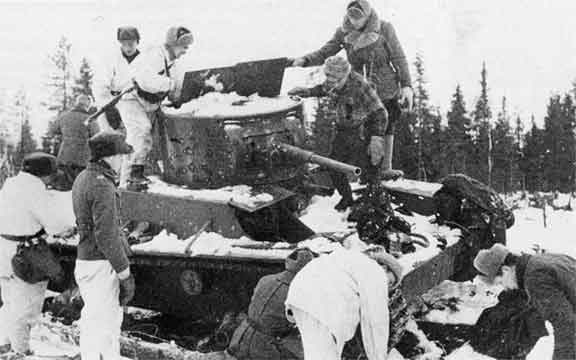
Xe tăng T-26 của Liên Xô bị tịch thu trên đường Raate

Đến tháng 2 năm sau, Hồng quân thay đổi chiến thuật. Họ tập trung gom quân mở cuộc tấn công lớn vào khu vực ven eo biển, nơi có địa hình ít hiểm trở hơn, kết hợp với những cuộc không kích lớn vào các nhà ga và các khu đầu mối đường sắt phía sau chiến tuyến.
Tháng 2 năm 1940, không quân Liên Xô đánh bom tập trung nhằm cắt đứt đường xe lửa-nguồn tiếp tế cho mặt trận. Xe lửa chỉ có thể chạy vào ban đêm, dù vậy các cuộc ném bom trong đợt này diễn ra dày đặc đến nỗi hệ thống đường sắt của Phần Lan gần như tan tành vào thời điểm kết thúc cuộc chiến. Stalin tiếp tục huy động hàng đoàn quân ra mặt trận, ông tuyên bố hồ hởi: "không quân của chúng ta đã tham chiến! Rất nhiều cầu đã bị phá sập! Rất nhiều đoàn tàu đã bị tiêu diệt! Quân Phần Lan chỉ còn ván trượt tuyết (để đánh nhau)! Nguồn cung cấp ván trượt của chúng quả là vô tận...".
Sau nửa tháng chiến đấu, phòng tuyến của Phần Lan bị phá vỡ. Ở phía đông Karelia, quân Phần Lan tiếp tục chống trả những đợt công kích của Hồng quân, đánh lui Hồng quân trong trận Taipale. Ngày 12 tháng 3 năm 1940 quân Liên Xô đổ bộ 2 sư đoàn (1 sư đoàn Liên Xô khoảng 8.000-9.000 người) lên Petsamo để tấn công 3 đại đội của Phần Lan với 400 quân. Tuyến phòng thủ phía bắc của quân Phần Lan bị chọc thủng, 3 đại đội quân Phần Lan phòng thủ ở đây bị tiêu diệt hoàn toàn. Ngày 26/2, sau khi đã hết sạch đạn dược và nhiên liệu, lương thực, quân Phần Lan buộc phải rút khỏi Koivisto. Ngày 12 tháng 3 năm 1940, chính phủ Phần Lan đã phải tuyên bố chấp thuận các điều kiện ban đầu của Liên Xô. Hai bên chấp nhận ngừng bắn. Sau 100 ngày quyết chiến, cuộc chiến kết thúc với thắng lợi của Liên Xô, dù họ cũng bị thiệt hại nặng.

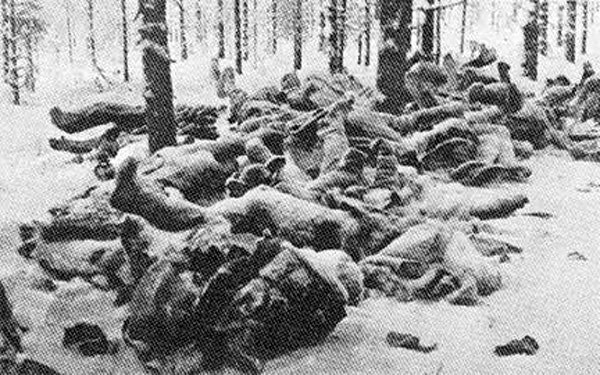
Xác lính Hồng quân

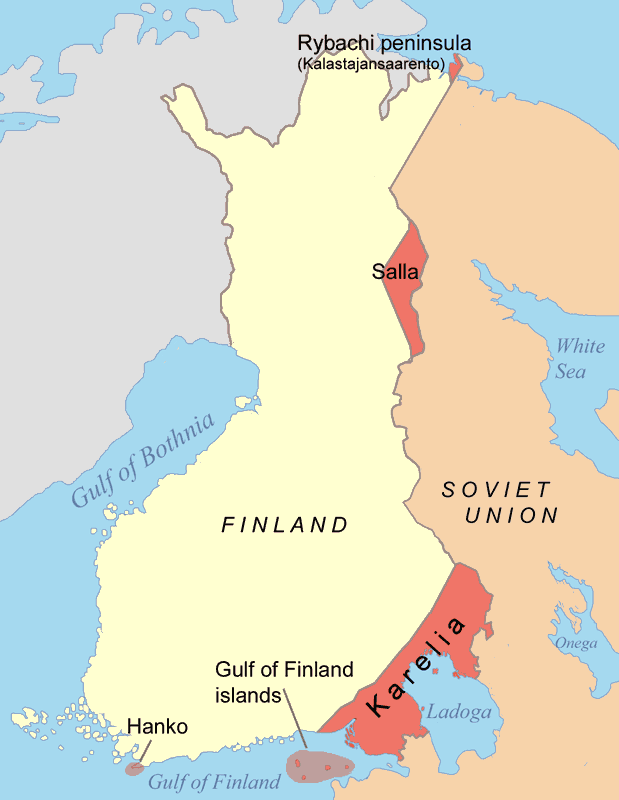
Những lãnh thổ tại vùng Karelia được cắt cho Liên Xô

Sau khi chiến tranh kết thúc, trên phần đất phía tây của bán đảo Karelia (chiếm 11% lãnh thổ của Phần Lan trước chiến tranh), Liên Xô đã thành lập Cộng hòa Xã hội chủ nghĩa Xô viết tự trị Karelia và sáp nhập vào Liên Xô do Otto Kusinen (một nhà chính trị Phần Lan lưu vong ở Liên Xô) lãnh đạo. Nhiều người dân gốc Phần Lan ở đây đã bỏ sang vùng lãnh thổ của chính phủ Phần Lan sau chiến tranh. Chiến tranh Liên Xô-Phần Lan cùng với Hiệp định giữa Liên Xô và Phần Lan đã đánh dấu thất bại của Liên Xô trong những nỗ lực biến Phần Lan trở thành một nước Cộng hòa Xô viết. Thắng lợi đắt giá trong cuộc chiến được xem là một đòn giáng mạnh vào uy thế quân sự của Liên Xô, đem lại cho Hồng quân những bài học lớn về tác chiến. Chiến tranh Liên Xô-Phần Lan và Mặt trận Phần Lan (Chiến tranh Xô-Đức) được xem là giai đoạn lịch sử được người nước ngoài biết đến nhiều nhất của Phần Lan.

## Hậu quả
Cuối cuộc chiến 105 ngày, không quân Liên Xô đã ném bom 690 thành phố, thị trấn và làng mạc. Máy bay của không lực lục quân bay 44.041 phi vụ, hải quân bay 8.000 phi vụ, ném hơn 25 ngàn tấn bom (55.000 quả), 41 ngàn khối bom cháy. Cường kích Hồng quân tấn công hơn 440 phi vụ. Không lực Hồng quân mất 314 máy bay do cao xạ Phần Lan, 207 chiếc khác bị hạ bởi các máy bay tiêm kích.
Tổn thất của dân thường Phần Lan do không kích là 956 người chết, 540 bị thương nặng, 1.300 bị thương nhẹ với 2.000 ngôi nhà bị phá hủy, 5.000 nhà khác bị hư hại. Trong cả cuộc chiến, Phần Lan phải hứng chịu thiệt hại nặng nề, với 25.000 người chết, 55.000 bị thương, 450.000 người mất nhà cửa. Nước Phần Lan đã "chảy máu từ muôn nghìn vết thương".
Hồng quân Xô Viết đã không thực hiện được kế hoạch đề ra ban đầu và bị tổn thất lớn, do vậy vị thế của Liên Xô trên vũ đài quốc tế bị suy sụp. Có thể thấy, dù nhỏ bé và trang bị kém nhưng quân Phần Lan đã cầm chân Hồng quân trong suốt cuộc chiến (lâu hơn hẳn dự kiến của Liên Xô), do đó đây là một thắng lợi tinh thần cho họ và thực sự là một bài học đối với quân đội Liên Xô. Những thất bại của Liên Xô trong chiến tranh đã đem lại cho Stalin một dấu ấn không thể phai mờ, khiến ông phải đánh giá thấp hơn khả năng của quân đội Liên Xô. Ông trở nên hết sức thận trọng trước nguy cơ nước Đức của Hitler tấn công Liên bang Xô viết. Trong khi người Phần Lan xem chiến tranh mùa đông là cuộc tranh đấu không còn lựa chọn nào khác để bảo vệ đất nước, cuộc chiến đã mang lại cho Phần Lan sự đoàn kết dân tộc ở một mức độ cao, gọi là Hào khí của Chiến tranh Mùa đông. Ngoài ra, vị thế quốc tế của Phần Lan cũng gia tăng. Johan Nykopp - nhà ngoại giao hàng đầu của Phần Lan và là một thành viên của nhóm đàm phán tới Moskva vào tháng 11 năm 1939 đã cho rằng chiến tranh Mùa đông và Hòa ước đình chiến đã cứu Phần Lan khỏi việc mất tên hoàn toàn trên bản đồ thế giới.
Dù sao, Liên Xô đã có thể đoạt được các khu vực chiến lược nhằm củng cố phòng thủ đất nước và lấy thêm nhiều nhà máy, công trình của Phần Lan trên vùng đất mới Karelia. 30% sản lượng kinh tế Phần Lan đã rơi vào tay Liên Xô. Cho nên, như nhiều sự kiện lịch sử khác, chiến tranh Liên Xô-Phần Lan được xem là câu chuyện sống động về cuộc tranh đấu của một nước nhỏ chống lại sự tấn công của một nước mạnh láng giềng mạnh hơn, mà kết thúc như dự đoán là nước nhỏ thua và phải nhượng bộ cho nước mạnh. Ngoài ra, cuộc chiến cũng đem lại một số bài học quý báu cho Hồng quân Xô Viết. Song, hậu quả trực tiếp của cuộc Chiến tranh Liên Xô-Phần Lan là sự cô lập của Liên Xô với các cường quốc, ngoại trừ Đức. Sau khi Liên Xô chiếm dải đất Karelia của Phần Lan, họ đã tạo được cái đệm quan trọng cho Leningrad nhưng cũng gây ra sự căm phẫn trong dân chúng và chính phủ Phần Lan, khiến họ từ bỏ chính sách trung lập và tham gia cùng với quân Đức tấn công Liên Xô trong Chiến tranh Xô-Đức năm 1941. Dù vậy sau khi giành lại các vùng đất bị mất năm 1940, quân Phần Lan đã đơn phương dừng lại, không tiếp tục tiến vào lãnh thổ Liên Xô và không tham gia nhiều vào bao vây Leningrad cùng phát xít Đức.
Năm 1944, Hồng quân Liên Xô phản công tại Trận Leningrad và phải trả một giá đắt để đánh bại được quân Phần Lan, đồng thời chiếm lại các vùng đất này. Về lý thuyết, Hồng quân có thể lấy lý do Phần Lan tham chiến trong phe Trục cùng Đức Quốc xã để tấn công, chiếm toàn bộ đất nước này. Tuy nhiên, lúc này Đức đã sắp bị đánh bại, ban lãnh đạo Liên Xô xét thấy việc tấn công Phần Lan là không còn cần thiết để tự vệ như cuộc chiến năm 1940. Hồng quân dừng tấn công, hai bên xúc tiến việc ký hiệp ước hòa bình.
Phần Lan và Liên Xô sau đó đã ký kết hòa ước: Phần Lan công nhận chủ quyền của Liên Xô tại Karelia, trong khi Liên Xô đảm bảo sẽ không đưa quân vào Phần Lan và cũng không thuê cảng biển của Phần Lan nữa (do mối đe dọa từ Đức đã sắp kết thúc), đồng thời Liên Xô cam kết bảo vệ Phần Lan nếu họ bị quân Đức tấn công. Sau đó 1 tháng, quả nhiên Đức đem quân tấn công Phần Lan (Chiến tranh Lapland), và tuân theo hiệp ước, Liên Xô đã hỗ trợ Phần Lan đánh bại quân Đức tấn công nước này. Từ sau 1944, 2 nước có quan hệ ngoại giao khá tốt, Phần Lan là một trong số ít nước phương Tây duy trì quan hệ hợp tác kinh tế, kỹ thuật với Liên Xô trong suốt thời kỳ Chiến tranh Lạnh (Xem chi tiết: Mặt trận Phần Lan (Chiến tranh Xô-Đức))

## Đánh giá
Quan điểm Liên Xô cho rằng cuộc chiến này là một phần trong cố gắng thu hồi lại các lãnh thổ của Đế quốc Nga cũ, nhằm tạo một "vùng đệm" chuẩn bị cho cuộc chiến với Đức Quốc xã, đảm bảo chặn đứng các lối vào Liên Xô từ phía tây, với Phần Lan ở phía Bắc là con đường cuối cùng cần phải kiểm soát - sau khi Hồng quân đã thu hồi miền đông Ba Lan (vùng mà trước đó bị Ba Lan chiếm từ Nga vào năm 1920, ngày nay thuộc về Tây Belarus và Tây Ukraina) và sáp nhập các quốc gia vùng Baltic. Liên Xô đã đẩy biên giới của mình về phía tây được hàng trăm km. Hitler đã bị tước đi các bàn đạp chiến lược rất thuận lợi mà từ đó, khi xảy ra chiến tranh, chỉ trong 1 tháng các binh đoàn Đức đã có thể tiến thẳng tới sông Volga. Thực tế, khi tiến hành kế hoạch Barbarossa, các đơn vị quân Đức đã phải tiến đánh Moscow từ biên giới phía tây Liên Xô qua Kisinhov, Lvov, Minsk, Smolensk, Kiev, Oriol... với những tổn thất lớn về sinh lực và trang bị
Một số sử gia phương Tây thì cho rằng các đòi hỏi về lãnh thổ chỉ là lý do Liên Xô dùng để ép Phần Lan vào "vòng ảnh hưởng" của mình sau khi đã ký hiệp ước không tấn công với Đức Quốc xã (Hiệp ước Xô-Đức) vào tháng 8 năm đó, có kèm theo một nghị định thư bí mật phân chia vùng ảnh hưởng tại Đông Âu, mà trong đó Phần Lan được đặt vào vùng ảnh hưởng của Liên Xô, được ký bổ sung. Hội Quốc Liên (gồm 2 thành viên chủ chốt là Anh và Pháp) đã lên án hành động của Liên Xô vào ngày 14 tháng 12 năm 1939 và trục xuất nước này ra khỏi tổ chức, cũng như kêu gọi các hội viên giúp đỡ Phần Lan bảo vệ đất nước.. Tuy nhiên, với việc thế chiến thứ hai đã nổ ra, quân Đức đã áp sát biên giới và Anh-Pháp đã từ chối lập liên minh chống Đức, việc bị trục xuất khỏi Hội Quốc liên (một tổ chức không có thực quyền) không còn là vấn đề khiến Liên Xô phải bận tâm khi so với việc họ cần làm để chuẩn bị cho cuộc đại chiến với Đức. Sau cuộc chiến, với các điểm yếu được bộc lộ, quá trình hiện đại hóa quân đội Liên Xô đã được đẩy nhanh tốc độ vào năm 1940-1941.
Bản thân nước Anh phản đối hành động của Liên Xô, nhưng chỉ 4 tháng sau, chính họ cũng đã đổ quân tấn công Iceland (một nước trung lập) để đảm bảo Đức sẽ không biến nước này thành bàn đạp tấn công Anh. Điều này cho thấy khi bị đe dọa nghiêm trọng, không chỉ Liên Xô mà bất kỳ một cường quốc nào cũng sẵn sàng tấn công một nước khác để bảo vệ sự an toàn của chính mình..
Về sau, tổng thống Nga (nước thừa kế của Liên Xô) là ông Boris Yeltsin đã xin lỗi vì cuộc tấn công của Liên Xô. Vào năm 2001, tổng thống Nga sau đó là Vladimir Putin đã tiến xa hơn, khi đến mộ của thống chế Mannerheim để đặt vòng hoa Tuy nhiên đến năm 2013, Tổng thống Nga Vladimir Putin trong cuộc gặp mặt các nhà sử học quân sự, tuyên bố rằng việc Liên Xô phát động cuộc chiến tranh là chính đáng nhằm "sửa chữa sai lầm" khi tiến hành hoạch định biên giới với Phần Lan sau Cách mạng Tháng Mười năm 1917, khi mà nước Nga Xô viết mới thành lập còn rất non yếu nên đã phải cắt nhượng những vùng lãnh thổ đáng kể ở Karelia cho Phần Lan.. Ông Putin tuyên bố hoan nghênh ý tưởng xây dựng đài tưởng niệm những người lính Xô Viết đã hy sinh trong cuộc chiến tranh 1939-1940, ông phát biểu: "Chúng ta phải nhớ tới các anh hùng của nước Nga, những người đã dâng hiến sinh mệnh của mình vì đất nước của chúng ta"

## Âm nhạc
Năm 1942, nghệ sĩ Phần Lan Matti Jurva đã hát bài Njet Molotoff (Không Molotov) để lên án cuộc tấn công của Liên Xô.